# Веременко, Валентина Александровна
Валентина Александровна Вереме́нко (род. 18 сентября 1969 года, г. Ленинград, СССР) — российский историк и педагог высшей школы. Доктор исторических наук, профессор, заведующая кафедрой истории России Ленинградского государственного университета имени А. С. Пушкина. Специалист по истории повседневности, истории социальных групп, гендерной истории России, истории образования в России, истории дворянской семьи в России второй половины XIX — начала XX вв. Основатель и глава научной школы «История повседневности населения России XIX—XX вв.».
Главный редактор научного журнала «История повседневности». Член редколлегии научного журнала «Известия Самарского научного центра Российской академии наук. Исторические науки» (с 2019 года).

## Биография

### Профессиональная деятельность
В 1986—1991 гг. училась в Ленинградском государственном педагогическом институте им. А. И. Герцена по специальности «история с дополнительной специальностью советское право», где получила диплом с отличием. В 1992—1995 гг. обучалась в аспирантуре там же, на кафедре русской истории, где в 1996 году защитила кандидатскую диссертацию на тему «Высшее совместное образование мужчин и женщин в России в конце XIX — нач. XX века».
В 2007 году защитила диссертацию на соискание степени доктора исторических наук по теме «Эволюция дворянской семьи в условиях модернизации России: вторая половина XIX — начало XX вв.». С 2016 года В. А. Веременко было присвоено ученое звание профессора по специальности «Отечественная история».
С 1991 по 1996 гг. работала в различных школах Московского района Санкт-Петербурга. С 1996 года по настоящий момент работает в Ленинградском государственном университете им. А. С. Пушкина (на момент трудоустройства — Ленинградский государственный областной университет), сначала в должности старшего преподавателя кафедры истории. С 2001 года — доцент кафедры истории, с 2008 года — профессор кафедры истории. В 2012 году становится заведующей кафедрой истории России, сменив на этой должности Н. Д. Козлова. В настоящий момент ведет у студентов факультета истории и социальных наук курс, посвященный отечественной истории второй половины XIX — начала XX веков, а также спецкурсы «История повседневности», «Гендерная история», «Методика написания научно-исследовательской работы».
С 2012 года является организатором международных научных конференций, посвященных вопросам истории повседневности.
Председатель Диссертационного Совета 72.2.005.003 по защите диссертаций на соискание ученой степени кандидата наук, ученой степени доктора наук по научной специальности 5.6.1. Отечественная история (исторические науки) в ЛГУ им. А. С. Пушкина. Член Диссертационного совета 33.2.018.09 по защите диссертаций на соискание ученой степени кандидата наук, ученой степени доктора наук по научной специальности 5.6.1. Отечественная история (исторические науки) в РГПУ им. А. И. Герцена.
Держатель грантов Института «Открытое Общество» (Фонда Сороса), Фонда Макартуров, Фонда Форда, Фонда Розы Люксембург, Российского фонда фундаментальных исследований (РФФИ), Московского общественного научного фонда (МОНФ), Программы фундаментальных исследований Отделения историко-филологических наук РАН.

### Общественная деятельность
Член Ассоциации евразийских, российских и центральноазиатских исследований. Член Российской ассоциации исследователей женской истории (РАИЖИ). Эксперт Российского научного фонда (РНФ). Основатель и главный редактор научного журнала «История повседневности». Член редколлегии научного журнала «Известия Самарского научного центра Российской академии наук. Исторические науки» (с 2019 года). Эксперт единого государственного экзамена по истории (с 2010 года по настоящее время). Эксперт Рособрнадзора по аккредитации и аттестации высших учебных заведений. Автор более 200 научных работ.

## Избранная библиография

### Монографии
- Веременко В. А. Женщины в русских университетах (вторая половина XIX — начало XX вв.). СПб.: Изд-во ВАШ, 2004. — 150 с.
- Веременко В. А. Дворянская семья и государственная политика России (вторая половина XIX — начало XX вв.). СПб.: Изд-во «Европейский дом», 2007. — 624 с., илл.
- Веременко В. А. Дворянская семья и государственная политика России (вторая половина XIX — начало XX вв.). Изд. 2-е, испр. и дополн. СПб.: Изд-во «Европейский дом», 2009. — 684 с., илл.
- Веременко В. А. Дети в дворянских семьях России (вторая половина XIX-начало XX вв.). СПб.: ЛГУ им. А. С. Пушкина, 2015. — 204 с., илл.
- Сактаганова З. Г., Веременко В. А., Абдрахманова К. К., Досова Б. А., Козина В. В., Елеуханова С. В., Карсыбаева Ж. А., Утебаева А. Д. Города Центрального Казахстана в 1950—1960-е годы: история и повседневность. / под общ. ред. З. Г. Сактагановой. — Караганда: Изд-во КарГУ, 2017.
- Веременко В. А. Российские женщины-ученые: наследие: коллективная монография по материалам Международной научной конференции «Столетию Великой русской революции: женское лицо российской науки — наследие»: 7-8 ноября 2017 г., Москва ИИЕТ РАН / Отв. ред. О. А. Валькова. М.: «Янус-К», 2017. — 440 с. — С. 59-66
- Веременко В. А., Жукова А. Е. Воспитательные практики в дворянско-интеллигентских семьях России второй половины XIX — начала XX в. СПб.: ЛГУ им. А. С. Пушкина, 2020. — 232 с., илл. — ISBN 978-5-8290-1900-6.

### Учебные пособия
- История России: программа, планы семинарских занятий, тематика докладов и рефератов и пр. // Учебно-методический комплекс для студентов III курса факультета истории и социальных наук. СПб.: ЛГОУ, 1998.
- История мировых цивилизаций // История мировых цивилизаций. История России. История региона: программы, планы семинарских занятий, тематика докладов и рефератов, контрольные вопросы для студентов неистор. факультетов ЛГОУ. СПб.: ЛГОУ, 1998.
- История России (вторая половина XIX — начало XX вв.): программа, методические рекомендации к семинарским занятиям и пр. // Учебно-методический комплекс для студентов III курса факультета истории и социальных наук. СПб.: ЛГОУ, 2001.
- Отечественная история: Учебное пособие для студентов неисторических специальностей (гл.4 и 5). СПб.: «ТЕССА»; ЛГОУ им. А. С. Пушкина, 2002.
- Гендерная история: программа, вопросы и задания к курсу, пр. // Спецкурсы и спецсеминары. Учебно-методический комплекс для студентов неисторических факультетов. СПб.: ЛГОУ им. А. С. Пушкина, 2003.
- История России // Рабочие программы учебных дисциплин для студентов III курса / Отв. ред. В. А. Веременко. СПб.: ЛГУ им. А. С. Пушкина, 2007.
- Реформы и революция в российской модернизации второй половины XIX — начала XX вв.; Гендерная история // История: сб. учеб. программ / Под общ. ред. В. А. Веременко. СПб.: ЛГУ им. А. С. Пушкина, 2007.
- История России с древних времён до наших дней: Учебник для студентов неисторических специальностей (гл. 5 и 6). М.: Изд-во «Проспект», 2009 (2-е изд. — М., 2010; 3-е изд. — М., 2011).
- Сборник документов и материалов по истории Ленинградской области. Учебно-методическое пособие к курсам «История России», «Регионоведение» / под общ. ред. проф. В. Н. Скворцова; отв. ред. В. О. Левашко. — СПб.: изд-во «Европейский дом», 2013. (раздел III, гл. 2).
- Хрестоматия по истории Ленинградской области. СПб.: Изд-во «Европейский дом», 2015. — С. 87-106.

## Награды
- Медаль ордена «За заслуги перед Отечеством» 2 степени (20 июля 2023 года) — за заслуги в научно-педагогической деятельности, подготовке квалифицированных специалистов и многолетнюю добросовестную работу[11].